# Алиева, Адига Ашраф кызы
Адига Ашраф кызы Алиева (азерб. Hədiqə Əşrəf qızı Əliyeva; 1 июля 1911, Зангишалы, Шушинский уезд — 1970, Зангишалы, Агдамский район) — советский азербайджанский люцерновод, Герой Социалистического Труда (1949).

## Биография
Родилась 1 июля 1911 года в селе Зангишалы Шушинского уезда Елизаветпольской губернии (ныне Агдамский район Азербайджана).
В 1930—1970 годах колхозница, звеньевая колхоза имени Орджоникидзе Агдамского района. В 1948 году получила урожай семян люцерны 6,1 центнера с гектара на площади 5 гектаров.
Указом Президиума Верховного Совета СССР от 1 июля 1949 года за получение в 1948 году высоких урожаев семян люцерны Алиевой Адиге Ашраф кызы присвоено звание Героя Социалистического Труда с вручением ордена Ленина и золотой медали «Серп и Молот».
Активно участвовала в общественной жизни Азербайджана. Член КПСС с 1949 года.
Скончалась в 1970 году в родном селе.